# Per Adolf Geijer
Per Adolf Geijer, född 9 april 1841 på Uddeholms bruk i Värmland, död 16 april 1919 i Uppsala, var en svensk filolog.
Per Adolf Geijer var sonson till sin namne Per Adolf Geijer av släkten Geijer och Anna Gustafva Cronhielm af Flosta vars mor var en Heijkensköld och Bureättling, samt bror till Gottschalk Geijer.
Geijer blev student vid Uppsala universitet 1860, filosofie doktor 1869, erhöll 1872 adjunkturen i franska och italienska språken vid Uppsala universitet, vilken 1889 förändrades till extra ordinarie professur i romanska språk, och utnämndes 1890 till professor i nyeuropeisk lingvistik (avdelningen romanska språk), från vilken befattning han 1916 tog avsked.
Han företog ett stort antal utländska studieresor och var förordnad till censor vid mogenhetsexamina 1880–1907. Han var ledamot och sekreterare i den 1888 tillsatta kungliga kommittén för utredning angående undervisnings-, examens- och studieväsendet vid universiteten samt 1889–1897 sekreterare i Humanistiska vetenskapssamfundet i Uppsala, i vars "Skrifter", som han 1890–1896 redigerade, han i band 5 (1897) meddelade Historisk överblick af latinets qui och qualis, fortsatta som relativpronomina i de romanska språken. Till Uppsala universitets årsskrift bidrog han bland annat med avhandlingarna Étude sur les mémoires de Philippe de Comines (1871), Meddelanden om skolor och universitet i Tyskland, Italien och Frankrike (1876), Om ljuden y och ö i franskan (1887) och Om accessoriska ljud i franska ord (1887).
Vid andra nordiska filologmötet (i Kristiania, 1881) höll han ett föredrag "Om de franska episka versformernas ursprung" och vid det fjärde (i Köpenhamn, 1892) "Om franska växtnamn". I de av Nyfilologiska sällskapet i Stockholm utgivna "Studier i modern språkvetenskap" publicerade han Om artikeln, dess ursprung och uppgift (1898), Modus conjunctivus (1901) och en minnesteckning av Gaston Paris (1905). Han lämnade vidare bidrag till in- och utländska tidskrifter samt författade ett stort antal artiklar i Nordisk familjebok. Per Adolf Geijer är begravd på Uppsala gamla kyrkogård.